# Chruszczobród
Chruszczobród ist eine Ortschaft mit einem Schulzenamt der Stadt-und-Land-Gemeinde Łazy im Powiat Zawierciański der Woiwodschaft Schlesien in Polen.

## Geschichte
Der Ort wurde im Jahr 1224 als Chrosczebrod erstmals urkundlich erwähnt, als der Zehnt des Dorfs und der drei anderen Ortschaften (Czastkowic, Nadeschow und Trzebiesławice) vom Krakauer Bischof Iwo Odrowąż an die Kirche in Sanchow verliehen wurde. Der Ortsname ist von Wörtern chrost/chrust (Reisig) und bród (Furt) abgeleitet und bezeichnet eine mit Unkraut überwucherte Furt [am örtlichen Bach Mitręga].

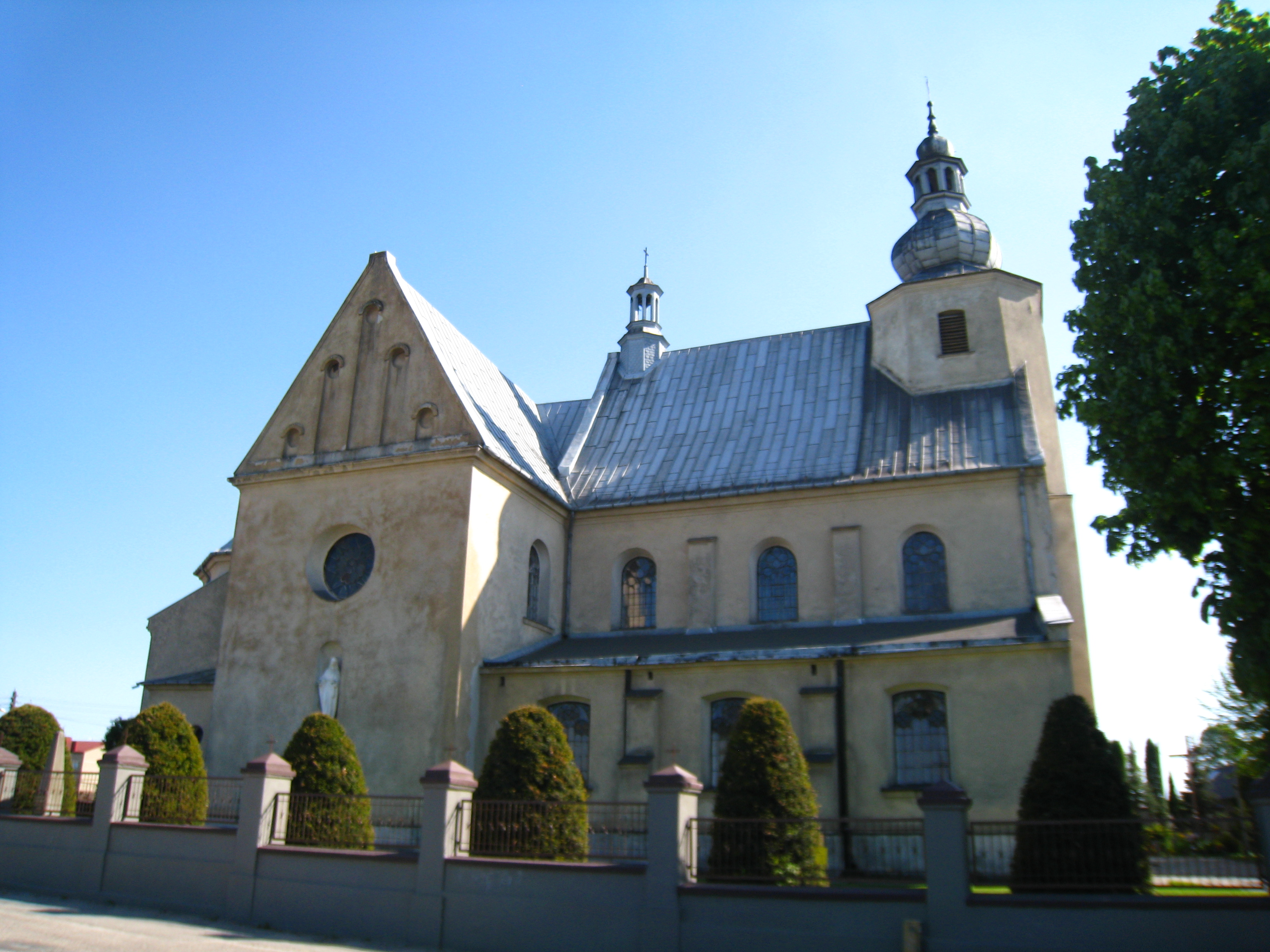
Ortskirche

Der Ort liegt im Gebiet um Siewierz, das um 1177 aus dem Herzogtum Krakau bzw. Kleinpolen ausgegliedert wurde und an das schlesische Herzogtum Ratibor fiel, ab 1337 gehörte Siewierz zum Herzogtum Teschen unter Lehnsherrschaft des Königreichs Böhmen. Das Herzogtum Siewierz mit dem Dorf Chroszczobrod wurde im Jahr 1443 vom Teschener Herzog Wenzel I. dem Krakauer Bischof Zbigniew Oleśnicki verkauft. Die Pfarrei in Chroschczebrod im Dekanat Bytom-Sławków (Decanatus Slawkoviensis alias in Bithom), später mit dem Sitz in der oberschlesischen Stadt Bytom (Beuthen) des Bistums Krakau wurde im Jahr 1459 errichtet. Im späten 16. Jahrhundert umfasste die Pfarrei auch Mirzowice im Herzogtum Siewierz, das im späten 18. Jahrhundert nach Chruszczobród angeschlossen wurde, ist heute als Chruszczobród-Piaski bekannt, sowie die Ortschaften Wysoka und die drei heutige Stadtteile von Dąbrowa Górnicza: Ząbkowice, Sikorka und Tuczna Baba bzw. Tucznawa.
Erst 1790 wurde das Herzogtum Siewierz formal an das Königreich Polen-Litauen angegliedert und war der Woiwodschaft Krakau administrativ angegliedert. Nach der dritten Teilung Polens von 1795 bis 1807 gehörte das Dorf zu Neuschlesien. 1807 kam es ins Herzogtum Warschau und 1815 ins neu entstandene russisch beherrschte Kongresspolen. 1848 wurde die Warschau-Wiener Eisenbahn im Südosten des Dorfs eröffnet.
Nach dem Ende des Ersten Weltkriegs kam Chruszczobród zu Polen, Woiwodschaft Kielce. Beim Überfall auf Polen 1939 wurde das Gebiet von den Deutschen besetzt und dem Landkreis Warthenau im neuen „Ostoberschlesien“ zugeordnet.
Von 1975 bis 1998 gehörte Chruszczobród zur Woiwodschaft Katowice.